# Saar 05 Saarbrücken
Saar 05 Saarbrücken – niemiecki klub piłkarski, grający obecnie w Verbandslidze Saarland (odpowiednik siódmej ligi), mający siedzibę w mieście Saarbrücken, stolicy kraju związkowego Saara.

## Historia
- 08.05.1905 – został założony jako FK 1905 Saarbrücken
- 23.08.1905 – zmienił nazwę na SC Saar 05 Saarbrücken
- 06.10.1933 – połączył się z SV 1905 Saarbrücken tworząc SV Saar 05 Saarbrücken
- 1936 – połączył się z Deutscher SC Saarbrücken tworząc Deutscher SV Saar 05 Saarbrücken
- 1945 – został rozwiązany
- 26.02.1945 – został na nowo założony jako SV Saarbrücken
- 08.01.1949 – zmienił nazwę na SV Saar Saarbrücken
- 16.12.1951 – zmienił nazwę na SV Saar 05 Saarbrücken

## Sukcesy
- 1 sezony w Gaulidze Südwest/Mainhessen (1. poziom): 1934/35.
- 12 sezonów w Oberlidze Südwest (1. poziom): 1947/48 i 1952/53-1962/63.
- 8 sezonów w Regionallidze Südwest (2. poziom): 1963/64-1970/71.
- wicemistrz Landesliga Saarland – Gruppe Südwest (8. poziom): 2011 (awans do Verbandsligi Saarland )
- mistrz Bezirksliga Saarland – Gruppe Saarbrücken (9. poziom): 2010 (awans do Landesligi Saarland )
- mistrz Kreisliga Saarland – B Saarbrücken (10. poziom): 2009 (awans do Landesligi Saarland )
- mistrz Saarland Pokal (Puchar Saary): 1988 i 1989